# Rue de la Charité (Nancy)
Pour les articles homonymes, voir Rue de la Charité.
La rue de la Charité est une rue de la Vieille ville de Nancy, en région Lorraine.

## Bâtiments remarquables et lieux de mémoire

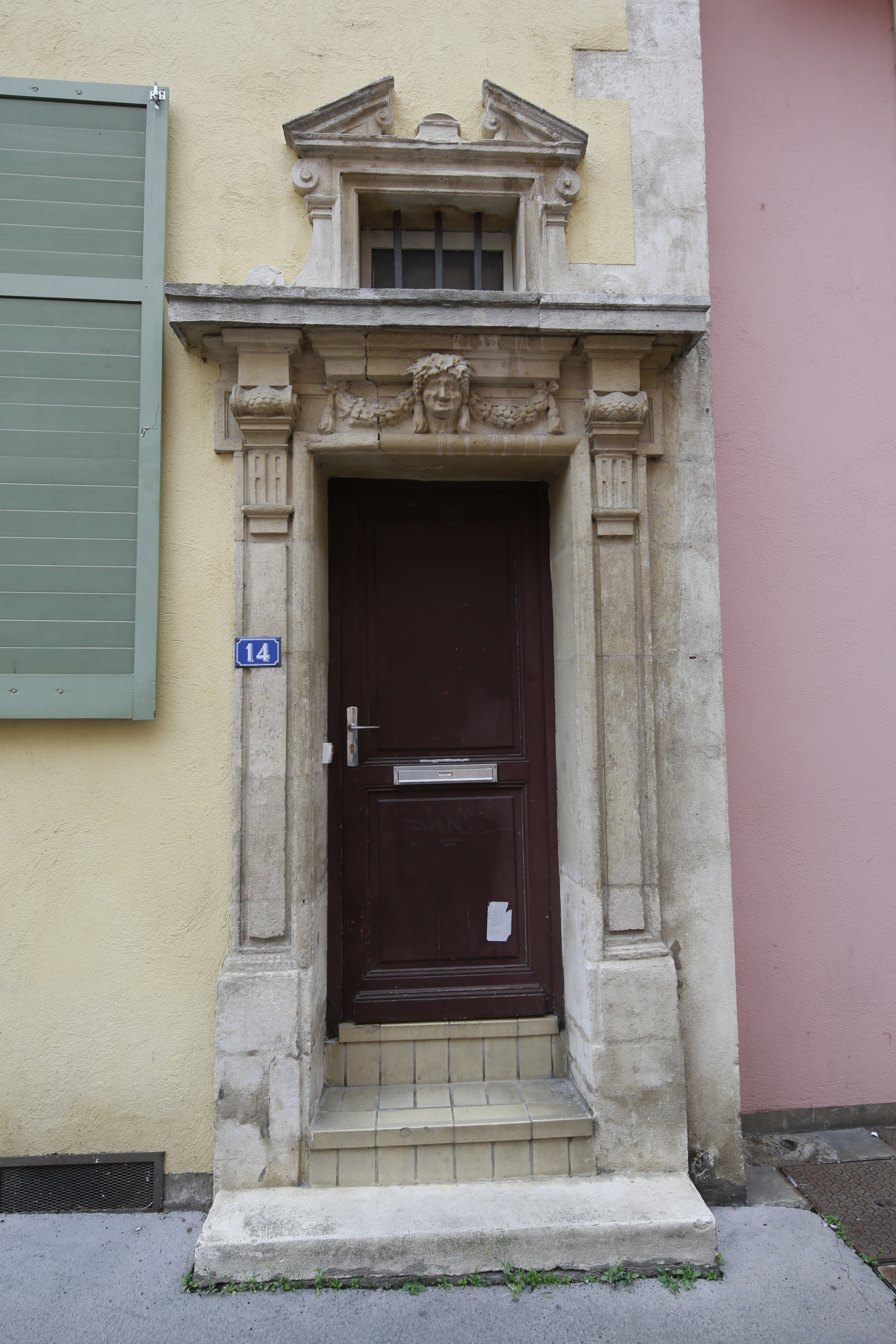
Immeuble, au 14 de la rue.
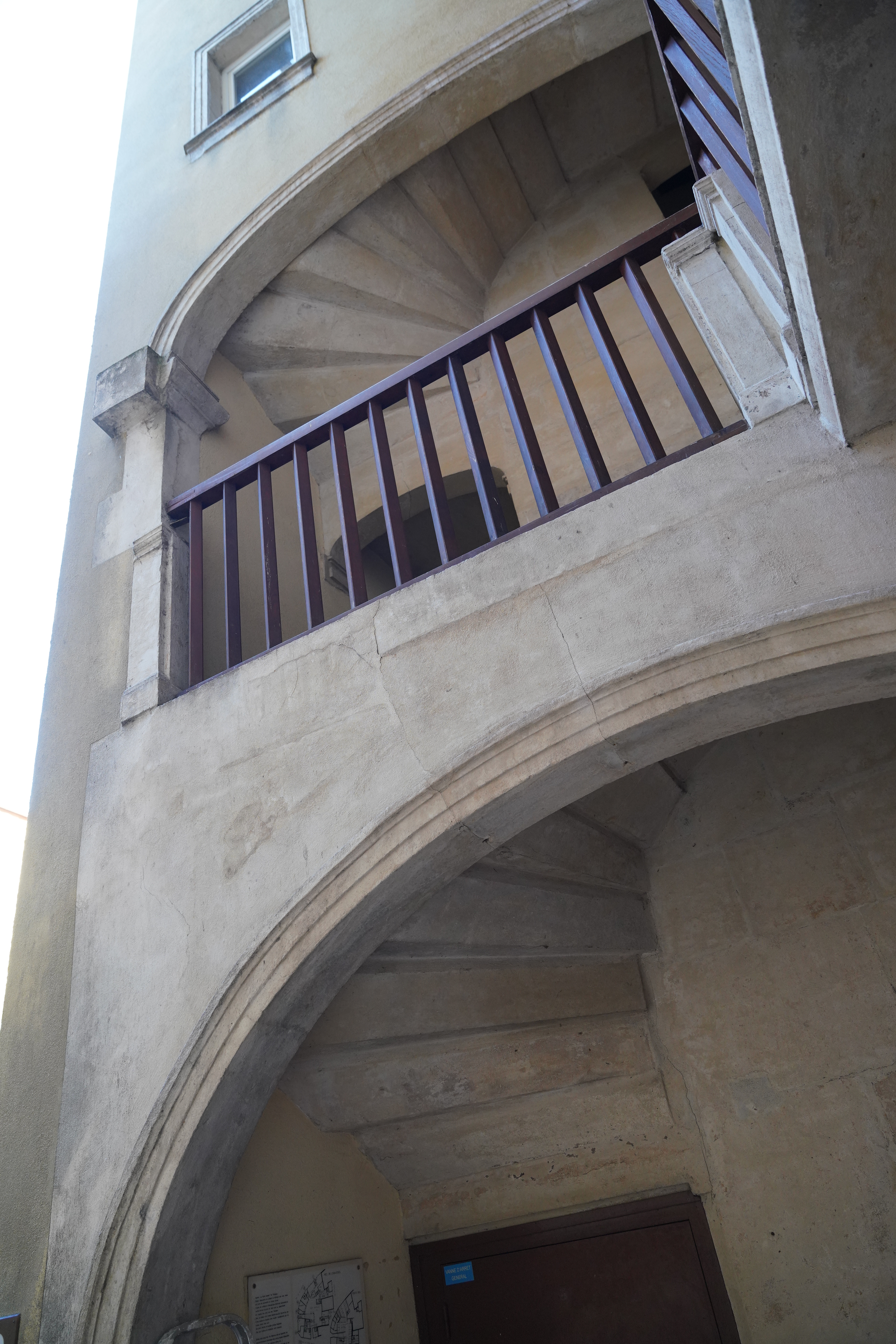
Un escalier
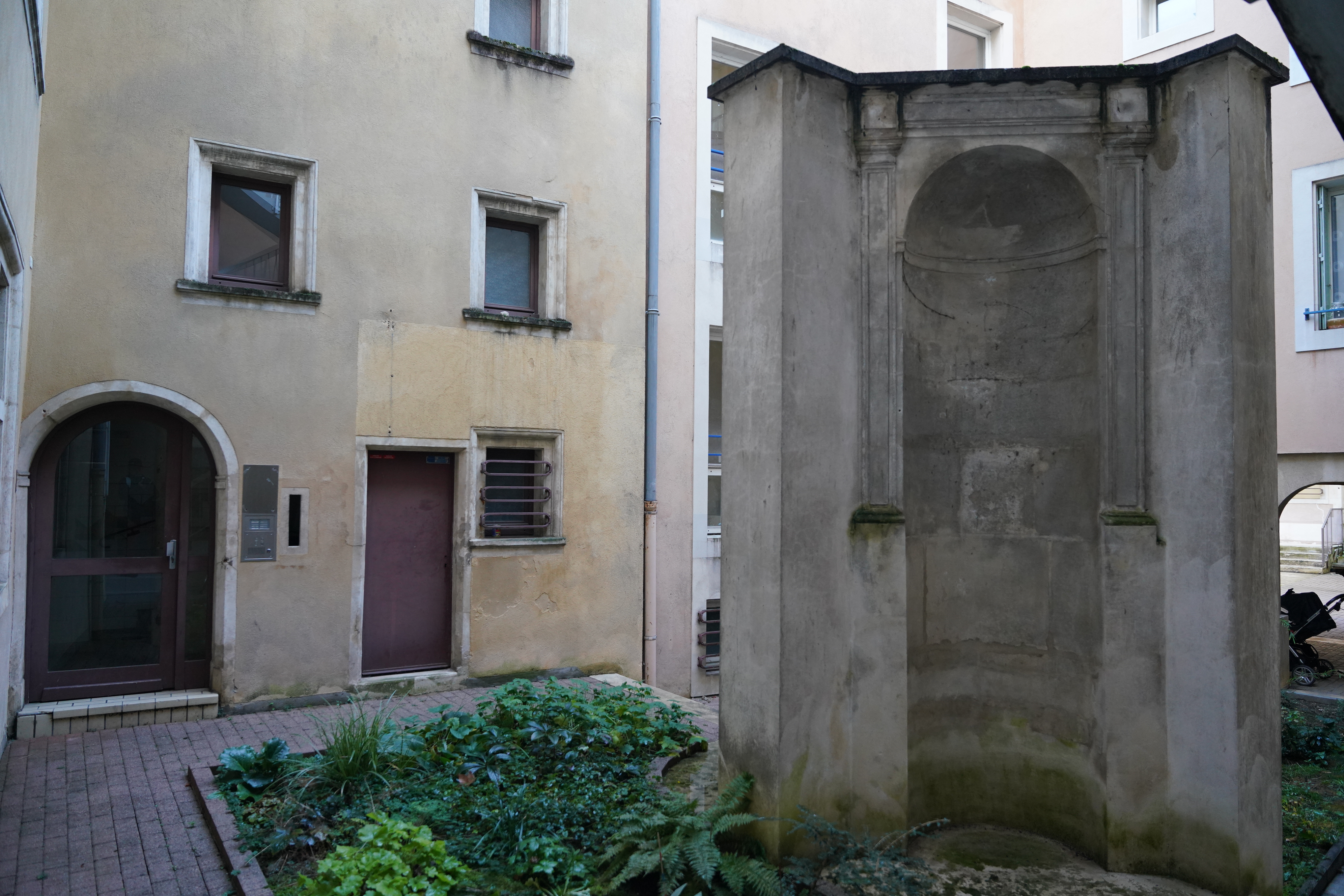
et un puits dans une cour donnant sur la rue.

- no 14 : Immeuble, dont la porte fait l'objet d’une inscription au titre des monuments historiques par arrêté du 15 mars 1944[1].
- no 18 : Hôtel de Lenoncourt, édifice dont la porte fait l'objet d’une inscription au titre des monuments historiques  par arrêté du 14 mars 1944[2].